# 奄美警備隊
奄美警備隊（あまみけいびたい、英: JGSDF Amami Area Security Force）は、陸上自衛隊奄美駐屯地（鹿児島県 奄美市）に隊本部が、瀬戸内町の瀬戸内分屯地に一部が駐屯する第8師団隷下の離島警備部隊である。

## 概要
26中期防の基本方針に基づき、中国人民解放軍海軍の進出および朝鮮半島有事などの脅威に対する南西諸島防衛態勢強化の観点から水陸機動団などとともに新編された部隊のうちのひとつである。
第4師団隷下の対馬警備隊をモデルとしており、隊本部および普通科中隊、後方支援隊から編成される。奄美警備隊長は1等陸佐（二）が充てられ、奄美駐屯地司令を兼務する。また、瀬戸内分屯地に普通科中隊を配置し、普通科中隊長が瀬戸内分屯地司令を兼務する。
災害派遣の担任区域（警備隊区）は奄美大島および喜界島。

## 沿革
- 2019年（平成31年）3月26日：部隊新編

1. 奄美警備隊を奄美駐屯地に新編[2]。奄美警備隊長が奄美駐屯地司令に職務指定。
2. 奄美警備隊普通科中隊を瀬戸内分屯地に新編。普通科中隊長が瀬戸内分屯地司令に職務指定。

- 2023年（令和05年）3月16日：奄美駐屯地業務隊が新編され[3]、後方支援隊から駐屯地管理業務を移管。

## 部隊編成
特記の無い限り奄美駐屯地に所在
- 奄美警備隊本部
- 奄美警備隊本部中隊「奄美警-本」
  - 隊本部班
  - 対戦車小隊：中距離多目的誘導弾
  - 情報小隊：軽装甲機動車、偵察用オートバイ、スカイレンジャーUAV
  - 施設作業小隊
  - 通信小隊
  - 狙撃班：対人狙撃銃
  - 衛生班
- 普通科中隊「奄美警-普」（瀬戸内分屯地） 
  - 中隊本部
  - 第1小銃小隊：軽装甲機動車
  - 第2小銃小隊：軽装甲機動車
  - 第3小銃小隊：軽装甲機動車
  - 第4小銃小隊：軽装甲機動車
  - 迫撃砲小隊：81mm迫撃砲 L16
  - 狙撃班：対人狙撃銃
- 後方支援隊「奄美警-後支」
  - 本部班
  - 整備小隊
  - 補給小隊
  - 管理小隊

## 主要幹部
| 官職名                         | 階級    | 氏名     | 補職発令日     | 前職                                                |
| ------------------------------ | ------- | -------- | -------------- | --------------------------------------------------- |
| 奄美警備隊長 兼 奄美駐屯地司令 | 1等陸佐 | 堀内高志 | 2025年08月01日 | 陸上幕僚監部人事教育部人事教育計画課 教育室教育班長 |

| 代 | 氏名     | 在職期間                        | 期       | 前職                                                    | 後職                                                    |
| -- | -------- | ------------------------------- | -------- | ------------------------------------------------------- | ------------------------------------------------------- |
| 01 | 平田浩二 | 2019年03月26日 - 2021年03月14日 | 防大41期 | 第8師団司令部付                                         | 自衛隊富山地方協力本部長                                |
| 02 | 日髙正暁 | 2021年03月15日 - 2023年07月31日 | 防大40期 | 陸上幕僚監部人事教育部厚生課 厚生班長                   | 陸上幕僚監部総括副監察官                                |
| 03 | 長谷川健 | 2023年08月01日 - 2025年07月31日 | 防大44期 | 陸上幕僚監部指揮通信システム・情報部 情報課基盤情報班長 | 防衛装備庁プロジェクト管理部装備技術官付 装備技術調整官 |
| 04 | 堀内高志 | 2025年08月01日 -                |          | 陸上幕僚監部人事教育部人事教育計画課 教育室教育班長     |                                                         |

## 警備隊区
奄美市、大島郡（大和村、宇検村、瀬戸内町、龍郷町）、喜界町
- 実任務は奄美警備隊の指揮下、第7地対艦ミサイル連隊第1地対艦ミサイル中隊が担任。